# Saint-Pardoux-et-Vielvic
Saint-Pardoux-et-Vielvic är en kommun i departementet Dordogne i regionen Nouvelle-Aquitaine i sydvästra Frankrike. Kommunen ligger i kantonen Belvès som tillhör arrondissementet Sarlat-la-Canéda. År 2022 hade Saint-Pardoux-et-Vielvic 187 invånare.

## Befolkningsutveckling
Antalet invånare i kommunen Saint-Pardoux-et-Vielvic
Referens:INSEE